# تأثيرات التعرض للإشعاع خلال الرحلات الفضائية على الجهاز العصبي المركزي
يمكن أن يضر السفر خارج الغلاف الجوي للأرض وخارج المجال المغناطيسي وحقل الجاذبية الأرضي بصحة الإنسان، ومن الضرورة بمكان فهم هذا الضرر من أجل نجاح رحلات الفضاء المأهولة وسلامتها. تعتبر التأثيرات المحتملة على الجهاز العصبي المركزي ذات أهمية خاصة، وستساعد برامج الأبحاث النموذجية الخلوية والحيوية في تحديد المخاطر التي قد يتعرض لها الجهاز العصبي المركزي بسبب الإشعاع الكوني في بعثات الفضاء لمسافات طويلة في المستقبل، وتعزيز تطوير تدابير وقائية لمنعها.
تعتبر المخاطر الفورية والمتأخرة المحتملة على الجهاز العصبي المركزي جرّاء التعرض للأشعة الكونية والبروتونات الشمسية مصدر قلق لخطط استكشاف البشر للنظام الشمسي. لا تشكل جرعات الأشعة المؤينة المنخفضة والمعتدلة التي تتراوح بين 0 - 2 غراي (1 غراي = 100 راد) مخاطر حقيقية على الجهاز العصبي المركزي عند البالغين، ومع ذلك، فإن المُكون الأيوني الثقيل للإشعاع الفضائي يمثل تحديات فيزيائية حيوية خاصة على الخلايا والأنسجة مقارنة بالتأثيرات التي تسببها أشكال الإشعاع الأرضية. بدأ الاهتمام بمخاطر الأشعة الكونية بعد فترة وجيزة من اكتشافها، خصوصًا مع ظاهرة الوميض الضوئي لشبكية العين التي أكدها رواد فضاء مشروع أبوللو بين أعوام (1970-1973)، إذ كانت هذه الأشعة قادرة على إحداث عمود من الخلايا التالفة على طول مسار اختراقها عبر الأنسجة، وهو الأمر الذي أثار القلق بشأن الآثار الخطيرة لهذه الأشعة على الجهاز العصبي المركزي. ظهرت مخاوف أخرى مع اكتشاف التفعيل العصبي الناتج عن النوى الثقيلة وتأثيراته المحتملة على الجهاز العصبي المركزي.
يُستخدم علم الأوبئة كأساس لتقدير مخاطر الإصابة بالسرطان ومخاطر الإشعاع الحاد وحدوث الساد في عدسة العين، ولكن هذه الطريقة غير قابلة للتطبيق لتقدير مخاطر تأذي الجهاز العصبي المركزي من الأشعة الكونية. تُسبب الجرعات التي تزيد عن أكثر من غراي واحد تغيرات ضارة في الجهاز العصبي المركزي عند المصابين بالسرطان الذين يُعالجون بالأشعة مثل أشعة غاما والبروتونات. تساوي جرعات العلاج النموذجية 50 سنتيغراي، وهي أعلى بكثير من جرعات الأشعة التي يتعرض لها رواد الفضاء، وبالتالي فإننا نعتمد لتقييم مخاطر الإشعاع الكوني وتأثيراته الأربعة المحتملة (السرطان، والجهاز العصبي المركزي، وأمراض الشيخوخة، ومتلازمات الإشعاع الحادة) على التجارب المجراة على الحيوانات، خصوصًا عند دراسة التأثيرات المحتملة على الجهاز العصبي المركزي. ما زال فهم هذه التأثيرات والتخفيف من حدتها يتطلب برنامجًا بحثيًا واسع النطاق يعتمد على المعلومات الأساسية التي حصلنا عليها من النماذج الخلوية والحيوانية، وعلى تطوير أساليب استقراء المخاطر والفوائد المحتملة للتدابير المضادة التي يمكن استخدامها لحماية رواد الفضاء.
قدم العديد من الدراسات التجريبية التي استخدمت حزمًا أيونيةَ ثقيلةَ تحاكي الإشعاع الكوني أدلةً مؤكدة على مخاطر هذا الإشعاع على الجهاز العصبي المركزي. إن التعرض للنوى الثقيلة بجرعات منخفضة أقل من 50 سنتيغراي يحرض على العجز المعرفي العصبي، ويؤثر على القدرات الفكرية مثل التعلم والتغيرات السلوكية وردود الفعل عند الفئران، في حين أن التعرض لجرعات متساوية أو أعلى من أشعة غاما أو الأشعة السينية لا تسبب تأثيرات مماثلة. يعتمد مستوى الضرر الحاصل بعد التعرض للنوى الثقيلة على الخصائص الفيزيائية لهذه النوى وعمر الحيوان عند التعرض، وقد تبيّن أن هناك عجزًا في الأداء المعرفي يحدث عند التعرض لجرعات أشعة كونية تشبه تلك التي من المتوقع التعرض لها في مهمة المريخ (أقل من نصف غراي). يتشابه العجز المعرفي العصبي الناتج عن هذه الأشعة مع ذلك الحاصل في الجهاز العصبي الدوباميني مع تقدم السن، ويبدو أن الخلل الناتج عن الإشعاع الكوني فريد من نوعه. يؤدي التعرض للنوى الثقيلة لتعطيل التفعيل العصبي لدى الفئران بجرعات منخفضة أقل من 1 غراي، ما يُظهر انخفاضًا كبيرًا في عدد الخلايا العصبية الجديدة والخلايا الدبقية الداعمة في التلفيف المسنن في الدماغ، تنشأ كذلك أنواع من جذور الأكسجين الحرة في الخلايا العصبية السليفة بعد التعرض للنوى الثقيلة والبروتونات بجرعة منخفضة، ويمكن أن يستمر ذلك لعدة أشهر. يمكن لمضادات الأكسدة والعوامل المضادة للالتهاب أن تقلل من هذه الأذيات. تحدث أذية التهابية عصبية في الجهاز العصبي المركزي بعد التعرض للنوى الثقيلة والبروتونات، وبالإضافة إلى ذلك، تزيد التغيرات الجينية المرتبطة بالعمر حساسيةَ الجهاز العصبي المركزي للإشعاع.

## مقدمة
تشكل النوى الثقيلة والبروتونات مصدر خطر على الجهاز العصبي المركزي. تتكون الأشعة الكونية من بروتونات وجسيمات ألفا ونوى ثقيلة، ويتراوح طيف الطاقة الخاص بها من بضع عشرات إلى أكثر من 10 آلاف ميغافولت في الثانية، ومن المتوقع أن تكون جرعة الأشعة الكونية التي يتعرض لها العضو في الحيز الفضائي بين النجوم نحو 0.2 غراي كل سنة. تخترق النوى الثقيلة ذات الطاقة العالية مئات السنتيمترات من أي مادة، وبالتالي يبدو أن الدروع المستخدمة للوقاية من النوى الثقيلة غير فعالة، أما بالنسبة للأشعة الكونية العادية التي تبلغ جرعتها نحو غراي واحد، فيبدو أن المركبات الفضائية المحمية بدرع رقيق كافية للوقاية منها.
قدرت عدة دراسات مقدار انبعاث الجسيمات المشحونة التي تصيب دماغ رائد فضاء عدة مرات في الماضي، وقد حددت إحدى هذه الدراسات أنه خلال مهمة مدتها 3 سنوات إلى المريخ عند الحد الأدنى من الطاقة الشمسية مع افتراض طيف الأشعة الكونية الموجود في عام 1972، فإن 20 مليونًا من أصل 43 مليون خلية عصبية موجودة في الحصين و230 ألفًا من أصل 1.3 مليون خلية في المهاد ستُضرب مباشرة بواحدة أو أكثر من الجزيئات المشحونة، مع الإشارة إلى أن هذه الأرقام لا تشمل ضربات الإلكترونات النشطة (أشعة دلتا) والتلف الخلوي المرتبط بها، إذ تزيد أشعة دلتا والأضرار الخلوية المرتبطة بها عدد الخلايا التالفة ضعفين إلى ثلاثة أضعاف مقارنة بتلك التي يسببها مسار الأشعة الأساسي وحده، وتكون المناطق التالفة بسببها غير متجانسة، وعلى كل حال، فإن أهمية هذا الضرر الإضافي غير مفهومة جيدًا حتى الآن.
لم تُحدد حتى الآن الآثار الضارة المحتملة على الجهاز العصبي المركزي الناتجة عن تعرض رواد الفضاء للنوى الثقيلة الموجودة في الأشعة الكونية. يعزى ذلك إلى عدم وجود دراسات وبائية بشرية لتقدير هذه الأضرار، والعدد الصغير نسبيًا من الدراسات التجريبية التي أُجريت على الحيوانات. تُجمع نتائج الدراسات المخبرية الحيوانية والبيانات البشرية لتقدير مخاطر التسرطن الناتجة عن التعرض للأشعة الكونية منخفضة الطاقة، ولكن يبدو أن هذا النهج غير مناسب للتنبؤ بأذيات الجهاز العصبي المركزي. تبرز هنا الحاجة لطرق جديدة لتقدير هذه المخاطر ووضع الآليات الوقائية المناسبة.